# USS Newark (C-1)
USS Newark (C-1) byla chráněný křižník námořnictva Spojených států amerických. Ve službě byl v letech 1891–1913. Byl to první moderní křižník amerického námořnictva.

## Stavba

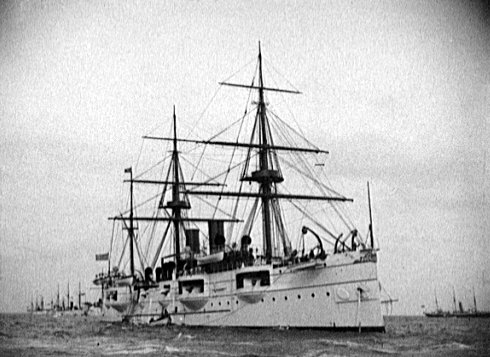
USS Newark

Křižník postavila americká loděnice William Cramp and Sons ve Filadelfii. Kýl byl založen 12. června 1888, na vodu byla loď spuštěna 19. března 1890 a do služby byla přijata 2. února 1891.

## Konstrukce

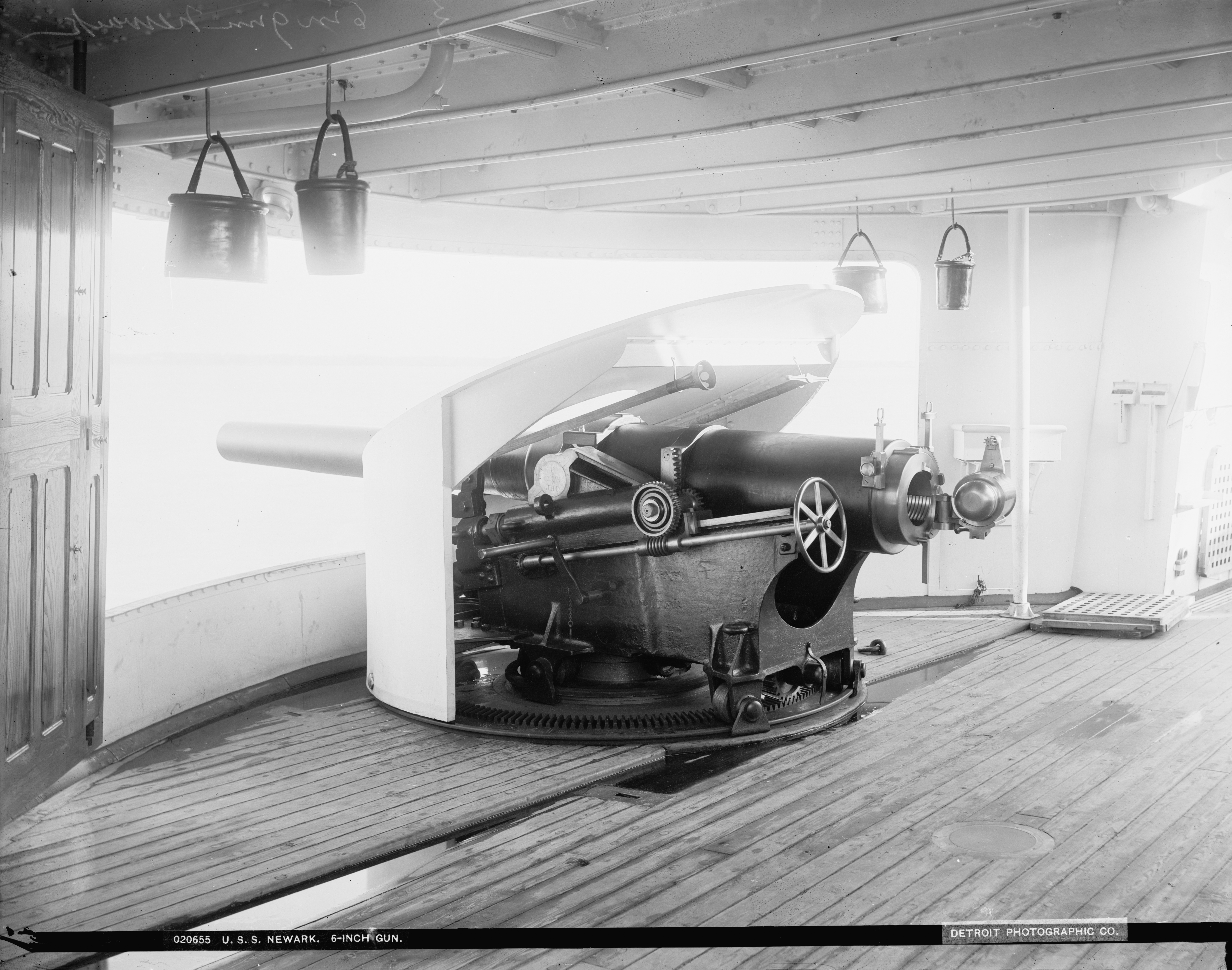
152mm kanón křižníku USS Newark

Výzbroj tvořilo dvanáct 152mm kanónů, čtyři 57mm kanóny, čtyři 47mm kanóny a dva 37mm kanóny. Pohonný systém tvořily čtyři kotle a dva parní stroje o výkonu 8500 hp, pohánějící dva lodní šrouby. Nejvyšší rychlost dosahovala 18 uzlů. Dosah byl 7400 námořních mil při rychlosti 10 uzlů.

## Služba
Křižník se roku 1898 zapojil do španělsko-americké války. Vyřazen byl roku 1913. Poté byl využíván jako hulk. Nejprve sloužil jako karanténní loď v Providence. V letech 1918–1919 sloužil jako nemocniční loď v Newportu a New Yorku. Následně byl zase nemocniční lodí v Providence. Roku 1926 byl prodán do šrotu.